# Treffpunkt Herz
Treffpunkt Herz war eine ZDF-Unterhaltungsshow.
Peter Alexander präsentierte am 14. Juni 1975 (Ausstrahlung am 4. Oktober 1975) in der Kölner Sporthalle die große ZDF-Gala zu Gunsten der Deutschen Krebshilfe. Es war gleichzeitig der Startschuss der Deutschen Krebshilfe unter der damaligen Schirmherrschaft von Mildred Scheel.
In dieser Sendung präsentierte Peter Alexander eine bunte Mischung aus Musik, Sketchen, Gesang und Parodie. Für den guten Zweck versammelten sich 40 Künstler in der Kölner Sporthalle. Die musikalischen Conférencen von Hans Hubberten verbanden die Programmpunkte in einer unvergleichbaren Art und Weise.
Selbst in den kleinsten Rollen agierten namhafte Film- und Fernsehgrößen. Unter der Gesamtleitung von Produzent Wolfgang Rademann setzte Show-Regisseur Ekkehard Böhmer die Künstler bei diesem ZDF-Fernsehereignis ins rechte Licht.
Die Show wurde am 16. Juli 2006 anlässlich des 80. Geburtstages von Peter Alexander auf seinen Wunsch in ORF und ZDF wiederholt ausgestrahlt.

## Mitwirkende
Neben Peter Alexander agierten an diesem Abend noch: 
| - Botho-Lucas-Chor - Lou van Burg - Katja Ebstein - Kurt Edelhagen - Elisabeth Flickenschildt - Peter Frankenfeld - Hansjörg Felmy - Franz Grothe - Johannes Heesters - Paul Hörbiger - Heidi Kabel - Alice und Ellen Kessler - Gustav Knuth - Paul Kuhn | - Hans-Joachim Kulenkampff - Hellmut Lange - Robert Lembke - Theo Lingen - Inge Meysel - Erik Ode - Lilli Palmer - Liselotte Pulver - Rudolf Prack - Ilja Richter - Marika Rökk - Hansjürgen Rosenbauer - Hans Rosenthal - Anneliese Rothenberger | - Heinz Rühmann - Heinz Schenk - Gisela Schlüter - Rudolf Schock - Günther Schramm - Gunter Sachs - Heinz Sielmann - Hans Söhnker - Ernst Stankovski - Ingrid Steeger - Horst Tappert - Vico Torriani - Olga Tschechowa - Luise Ullrich |

## Veröffentlichung
Ausschnitte der Sendung wurden damals auf Schallplatte (Ariola 89 370 XT) und MusiCassette veröffentlicht. Das unter dem Titel Treffpunkt Herz veröffentlichte Werk wurde 1976 mit einer Goldenen Schallplatte ausgezeichnet.
Am 3. November 2017 erschien die Show als Bonus-DVD in der Peter Alexander: Die Spezialitäten Show – Komplettbox von Alive – Vertrieb und Marketing.